# Теодомер
Теодомер (на латински: Theudemeres, Theudemer) е крал на франките през 420 – 428 г.

## Биография
Теодомер е син на римския командир Рикомер (римски консул 384 г.) и съпругата му Асцила. Братовчед е на Арбогаст и на Елия Евдоксия, които са деца на Флавий Бавтон.
През 427 г. франките завземат част от Галия, но римският пълководец Аеций ги разбива, завзема отново територията и я присъединява към Западната Римска империя, но разрешава на франките да останат на нея. Крал Теодомер и майка му Асцила са екзекутирани. На престола се възкачва Клодион Дългокосия, вероятно негов син или на Фарамунд.